# مدین (شهر روسیه)
شهر مدین (به روسی: Медынь) در کشور روسیه و در اوبلاست کالوگا واقع شده است.